# Tavares (band)

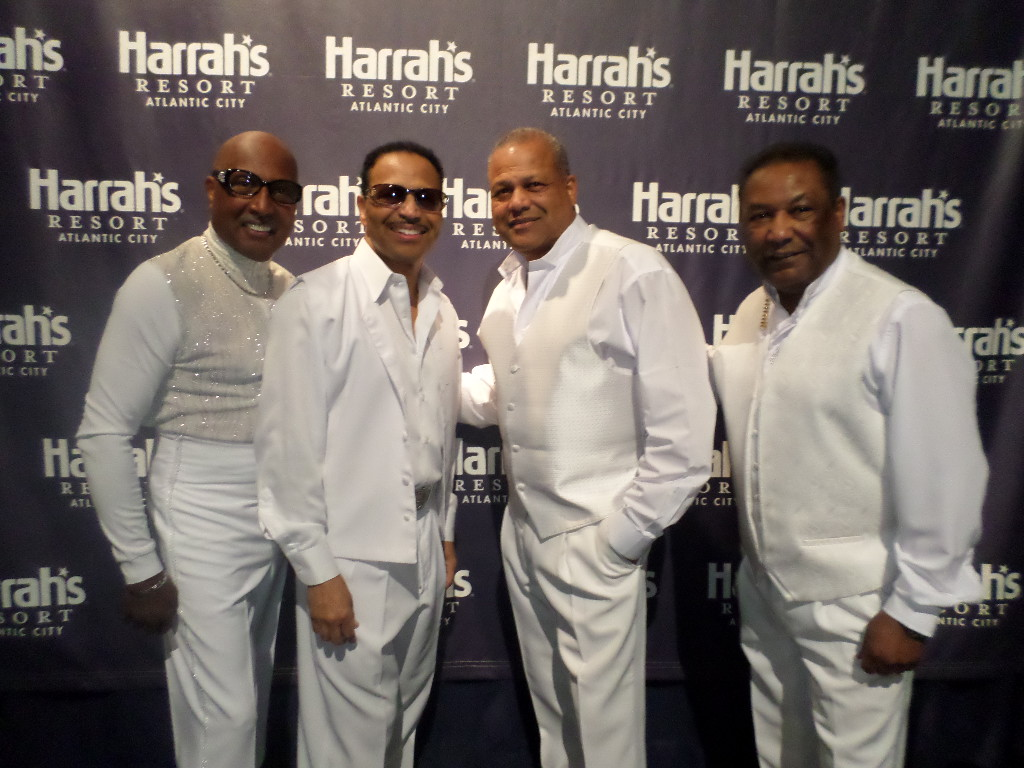
Tavares in het Harrah's Casino & Hotel in Atlantic City (februari 2015) V.l.n.r. Chubby, Butch, Tiny en Ralph

Tavares is een Amerikaanse r&b-, disco- en soulgroep. De band bestaat uit de vijf broers Tavares uit New Bedford, Massachusetts.

## Groepsleden
- Butch - Feliciano Tavares, geboren op 18 mei 1948
- Chubby - Antone Lee Tavares, geboren op 2 juni 1944
- Pooch - Arthur Lee Tavares, geboren op 12 november 1942 - april 2024)
- Ralph - Ralph Viera Tavares (10 december 1941 – 8 december 2021)
- Tiny - Perry Lee Tavares, geboren op 23 oktober 1949

## Biografie

### 1963-1971; Chubby and the Turnpikes
De broers Tavares, van Kaapverdiaanse afkomst, groeiden afwisselend op in New Bedford, een voorstad van Boston en Providence, Rhode Island. Ze begonnen in 1963 begonnen op te treden als "Chubby and the Turnpikes", toen de jongste broer dertien jaar was. Hiervoor zongen de broers met hun vader, Felicano 'Flash' Tavares, terwijl hij hen met zijn gitaar begeleidde. Hij zong Kaapverdiaanse wereldmuziek. Dat veranderde toen (stief)broer John zijn platenspeler met Temptations- en Four Tops plaatjes huize Tavares in droeg.
"Chubby and the Turnpikes" tekenden in 1967 bij Capitol en scoorden lokale hits met o.a. I Know The Inside Story en Nothing But Promises dat in 1968 uitkwam. Datzelfde jaar kwam de latere P-Funk-toetsenist Bernie Worrell meespelen tijdens zijn studie aan het conservatorium. In 1969 sloot toekomstig Aerosmith-drummer Joey Kramer zich bij de "Turnpikes" aan; hij speelde een jaar bij de groep voor hij in september 1970 naar de band van Steven Tyler overstapte.
In 1971 toerden de "Turnpikes" door Italië met drummer Paul Klodner, bassist Steve Strout, zangeres Lola Falana en Leroy Gomez, waarbij laatstgenoemde in Europa achterbleef.

### 1973-1979; succesperiode

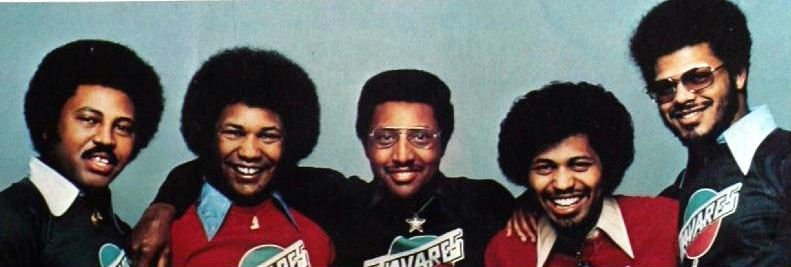
Tavares (1977)

In 1973 hadden de broers inmiddels hun familienaam als groepsnaam aangenomen en tekenden ze een contract bij Capitol Records, waarna ze hun eerste hit scoorden; Check it Out werd gezongen door broer Victor (geboren 4 mei 1947) die ook meedeed aan de opnames van het eerste album, eveneens getiteld Check It Out, alvorens hij weer uit de groep stapte. Het album kwam uit in 1974 en werd datzelfde jaar nog gevolgd door Hard Core Poetry; de Hall & Oates-cover She's Gone leverde de groep een nr.1-hit op in de r&b-chart.
1975 werd een goed jaar voor de band; ze maakten het album In the City met daarop de hits Remember What I Told You to Forget en It Only Takes a Minute dat de top tien haalde. Later werd het gecoverd door Jonathan King en Take That, en gesampled door Jennifer Lopez. Ter promotie toerde de groep, samen met KC & The Sunshine Band, als voorprogramma van The Jackson Five.
Het succes van Minute werd in 1976 voortgezet met Heaven Must Be Missing an Angel dat een nummer 1-hit in meerdere landen werd en Don't Take Away The Music. In 1977 volgden Whodunit en I Wanna See You Soon, een duet met zangeres Freda Payne die op hetzelfde label zat. Het werd veelvuldig gedraaid op de Britse zender BBC Radio 1 maar viel buiten de hitlijsten.
Doordat veel van hun hits een R&B-achtergrond hadden, gaf dit de groep het imago van een disco-act. Dit imago werd nog versterkt toen Tavares meewerkte aan de soundtrack van de film Saturday Night Fever uit 1977. De groep nam het nummer More Than a Woman (oorspronkelijk van de Bee Gees) op, dat in Nederland geen hit werd. De soundtrack was echter zeer succesvol. Het leverde Tavares hun enige Grammy Award op.

### 1980-recent
Op hun latere albums verdwenen de disco-invloeden enigszins, maar daarmee verdween ook het grote succes. Begin jaren 80 verliet Tavares Capitol Records om te tekenen bij RCA. In 1983 verliet Ralph Tavares de groep, en broer Victor verving hem een aantal jaar tijdens de zogenaamde 'remixen' van Ben Liebrand, verdween weer en ook Tiny vertrok in de jaren 90. De andere drie broers bleven toeren. In januari 2009 keerde Tiny echter weer terug naar de groep. Zo traden ze met zijn vieren op in de Heineken Music Hall en in Brummen (op dezelfde dag!) en gaven een interview bij het tv-programma Praatjesmakers. Ze zijn regelmatig te vinden op de podia van Boston. Zo traden ze op 20 augustus 2011 op om hun vader Felicano 'Flash' Tavares postuum te eren, waarbij zelfs broer Victor het podium weer opklom om zijn hit met Tavares Check it Out te zingen.
Op 12 juni 2012 werd de solo-cd van Chubby Tavares gelanceerd. Ook Tiny's kleindochter Lorae, geboren in 1996, timmert al aardig aan de weg.
In 2013 deden ze een gastoptreden in een uitverkochte concertreeks bij de Toppers; aan het eind van het jaar waren ze weer in Nederland voor de MAX Proms.
In 2014 werden de broers in de Rhode Island Music Hall of Fame opgenomen. Pooch kreeg datzelfde jaar een beroerte, hij herstelde maar stopte met optredens en het management. Ralph keerde na dertig jaar afwezigheid weer terug in de groep; hij overleed op 8 december 2021.
In 2022 verscheen een nieuwe solosingle van Chubby Tavares en werd Fallin' , een samenwerking met Stephen Bishop van midden jaren tachtig, officieel uitgebracht. In december van dat jaar kondigde hij zijn pensioen aan.

## Discografie

### Albums
1. Check it Out 1973-1974
2. Hard Core Poetry 1974
3. In the City 1975
4. Sky High 1976
5. Love Storm 1977
6. The Best of 1977
7. Future Bound 1978
8. Madam Butterfly 1978-1979
9. Supercharged 1979
10. Love Uprising 1980
11. Love Line 1981
12. Victor Tavares 1981
13. New Directions 1982
14. Words and Music 1983

### Singles
| Single met eventuele hitnotering(en) in de Nederlandse Top 40 | Datum van verschijnen | Datum van binnenkomst | Hoogste positie | Aantal weken | Opmerkingen                                      |
| ------------------------------------------------------------- | --------------------- | --------------------- | --------------- | ------------ | ------------------------------------------------ |
| Heaven must be missing an angel                               | 1976                  |                       | 1 (2wk)         | 15           | #1 in de Nationale Hitparade                     |
| Don't take away the music                                     | 1976                  |                       | 3               | 10           | #5 in de Nationale Hitparade                     |
| Whodunit                                                      | 1977                  |                       | 8               | 10           | #7 in de Nationale Hitparade                     |
| More than a woman                                             | 1978                  |                       | -               | -            | #34 in de Nationale Hitparade                    |
| A penny for your thoughts                                     | 1982                  |                       | -               | -            | #45 in de Nationale Hitparade                    |
| Heaven must be missing an angel (Hands off the music mix)     | 1985                  |                       | -               | -            | #48 in de Nationale Hitparade                    |
| Heaven must be missing an angel                               | 1985                  |                       | 8               | 9            | Ben Liebrand mix / #11 in de Nationale Hitparade |

### NPO Radio 2 Top 2000
| Nummers met noteringen in de NPO Radio 2 Top 2000 | '99  | '00  | '01 | '02 | '03 | '04 | '05 | '06 | '07 | '08 | '09 | '10 | '11 | '12 | '13 | '14 | '15 | '16 | '17 | '18 | '19 | '20 | '21 | '22 | '23 | '24  |
| ------------------------------------------------- | ---- | ---- | --- | --- | --- | --- | --- | --- | --- | --- | --- | --- | --- | --- | --- | --- | --- | --- | --- | --- | --- | --- | --- | --- | --- | ---- |
| Don't Take Away the Music                         | -    | 1880 | -   | -   | -   | -   | -   | -   | -   | -   | -   | -   | -   | -   | -   | -   | -   | -   | -   | -   | -   | -   | -   | -   | -   | -    |
| Heaven Must Be Missing an Angel                   | 439  | 569  | 455 | 567 | 467 | 525 | 521 | 511 | 599 | 523 | 457 | 402 | 599 | 565 | 580 | 461 | 590 | 832 | 719 | 992 | 965 | 897 | 876 | 988 | 932 | 1097 |
| More Than a Woman                                 | 1922 | -    | -   | -   | -   | -   | -   | -   | -   | -   | -   | -   | -   | -   | -   | -   | -   | -   | -   | -   | -   | -   | -   | -   | -   | -    |

1. ↑  Een '-' betekent dat het nummer niet was genoteerd en een vetgedrukt getal geeft de hoogste notering van een nummer aan.